# Società Sportiva Dilettantistica Potenza Calcio 2017-2018
Questa voce raccoglie le informazioni riguardanti la Società Sportiva Dilettantistica Potenza Calcio nelle competizioni ufficiali della stagione 2017-2018.

## Stagione
L'estate del 2017 vede l'ingresso in società di Salvatore Caiata come socio di maggioranza e presidente, con l'obiettivo dichiarato di vincere il campionato per riportare il Potenza nel calcio professionistico. A tale scopo viene ingaggiato come allenatore Nicola Ragno, reduce dalla vittoria del campionato di Serie D nella stagione precedente alla giuda del Bisceglie; inoltre viene allestita una rosa competitiva confermando i migliori giocatori della stagione passata, come Leandro Guaita, Vincenzo Pepe e Gennaro Esposito, ed ingaggiando nuovi giocatori validi, tra cui spicca il bomber brasiliano Carlos França.
L'inizio della stagione è segnato da risultati molto positivi: dopo le prime 11 giornate di campionato la squadra totalizza infatti il maggior numero di reti realizzate e la media punti più alta tra tutte le compagini dalla serie A alla serie D; al termine della stagione la compagine lucana riesce a raggiungere l'obiettivo prefisso, ovvero il primo posto nel girone H della Serie D, vincendo alla penultima giornata per 3 a 1 contro il Taranto in casa, ottenendo così la promozione in serie C dopo aver mantenuto la testa della classifica per 32 giornate su 34 totali.
In questa stagione inoltre, per la prima volta nella sua storia, il Potenza riesce a raggiungere le semifinali di Coppa Italia di Serie D, nelle quali viene eliminato dal San Donato Tavarnelle.
Meno positiva invece la prestazione della squadra nella poule scudetto di fine stagione, in cui, con soli un pareggio ed una sconfitta, non riesce a superare il triangolare iniziale.

## Divise e sponsor
Il partner tecnico per la stagione 2017-2018 è eccezionalmente Nike, azienda che ha fornito per la prima volta materiale tecnico in categorie non professionistiche proprio in questa stagione siglando un accordo con il Potenza, mentre sono due gli sponsor principali: la BCC Basilicata, il cui logo compare sul retro della casacca e l'azienda di informatica Venum 3.0, il cui simbolo appare invece in posizione frontale sulla maglietta dei lucani. In questa stagione il Potenza ha preferito scendere in campo per la maggior parte degli incontri utilizzando la seconda maglia bianca, in luogo della più tradizionale casacca rossoblù.
| Casa | Trasferta | Terza divisa |

## Organigramma Societario
Di seguito sono riportati i membri dello staff della S.S.D. Potenza Calcio nella stagione 2017-2018.
Area direttiva
- Soci: Salvatore Caiata, Maurizio Fontana, Antonio Iovino
- Presidente: Salvatore Caiata
- Vicepresidente e responsabile settore giovanile: Maurizio Fontana
- Vicepresidente e responsabile marketing: Antonio Iovino
- Direttore sportivo: Daniele Flammia
- Direttore tecnico: Gerardo Passarella
- Dirigente settore giovanile: Mario Sinisgalli

Area organizzativa
- Segretario organizzativo: Leonardo Giuzio
- Segretario sportivo: Giovanni Fusco
- Segretario amministrativo: Matteo Canale
- Responsabile stadio: Rocco Coviello
- Responsabile sicurezza: Fabrizio Cerverizzo
- Magazziniere: Rocco Barra
- Accompagnatore: Tommaso Mazzoni

Area comunicazione
- Addetto stampa: Francesco Cutro
- Referente marketing: Valentina Rubinetti

Staff tecnico
- Allenatore: Nicola Ragno
- Allenatore in seconda: Giuseppe Leonetti
- Allenatore dei portieri: Giuseppe Catalano
- Preparatore atletico: Riccardo Liso

Staff medico
- Responsabile staff medico sanitario: Lorenzo Passarelli
- Osteopata-posturologo: Nicola Castelluccio
- Massofisioterapista: Alessandro Mollica

## Rosa
Di seguito è riportata la rosa della S.S.D. Potenza Calcio nella stagione 2017-2018.
| N. |                    | Ruolo | Calciatore                       |
| -- | ------------------ | ----- | -------------------------------- |
| 1  | Canada (bandiera)  | P     | Sebastian Breza                  |
| 2  | Italia (bandiera)  | D     | Davide Biancola                  |
| 3  | Italia (bandiera)  | D     | Ciro Panico                      |
| 4  | Italia (bandiera)  | C     | Gennaro Esposito (capitano)      |
| 5  | Italia (bandiera)  | D     | Pietro Sicignano                 |
| 6  | Italia (bandiera)  | D     | Francesco Bertolo                |
| 7  | Italia (bandiera)  | C     | Giuseppe Coccia                  |
| 8  | Senegal (bandiera) | C     | Ousmane Diop                     |
| 9  | Brasile (bandiera) | A     | Carlos França                    |
| 10 | Italia (bandiera)  | A     | Vincenzo Pepe                    |
| 11 | Italia (bandiera)  | A     | Giuseppe Siclari (vice capitano) |
| 12 | Italia (bandiera)  | P     | Riccardo Mazzoleni               |
| 14 | Italia (bandiera)  | D     | Gaetano Ungaro                   |
| 16 | Italia (bandiera)  | C     | Giorgio Lionetti                 |

| N. |                      | Ruolo | Calciatore           |
| -- | -------------------- | ----- | -------------------- |
| 17 | Italia (bandiera)    | C     | Mirko Guadalupi      |
| 21 | Italia (bandiera)    | C     | Simone Schisciano    |
| 22 | Italia (bandiera)    | P     | Alessandro Di Franco |
| 23 | Italia (bandiera)    | C     | Mario Coppola        |
| 24 | Italia (bandiera)    | A     | Pierpaolo Di Senso   |
| 26 | Italia (bandiera)    | D     | Vincenzo Di Somma    |
| 27 | Ucraina (bandiera)   | D     | Illja Brjuchov       |
| 32 | Argentina (bandiera) | A     | Leandro Guaita       |
| 33 | Italia (bandiera)    | D     | Francesco Vaccaro    |
| 37 | Italia (bandiera)    | C     | Vincenzo Garofalo    |
| 45 | Italia (bandiera)    | D     | Vito Russo           |
| 60 | Italia (bandiera)    | A     | Riccardo Berardino   |
| 71 | Italia (bandiera)    | A     | Domenico Mistretta   |
| 99 | Italia (bandiera)    | C     | Emanuel Manno        |

## Calciomercato

### Sessione estiva(dall'1/7 al 31/8)
| Acquisti | Acquisti             | Acquisti         | Acquisti   |
| R.       | Nome                 | da               | Modalità   |
| -------- | -------------------- | ---------------- | ---------- |
| P        | Sebastian Breza      | Monopoli         | definitivo |
| P        | Riccardo Mazzoleni   | Monterosi Tuscia | definitivo |
| P        | Alessandro Di Franco | Bisceglie        | definitivo |
| D        | Francesco Bertolo    | Fondi            | definitivo |
| D        | Davide Biancola      | Catania          | prestito   |
| D        | Pietro Sicignano     | Vibonese         | definitivo |
| D        | Ciro Panico          | Gragnano         | definitivo |
| D        | Vincenzo Di Somma    | Cosenza          | definitivo |
| D        | Gaetano Ungaro       | Racing Roma      | definitivo |
| D        | Illja Brjuchov       | Cagliari         | prestito   |
| D        | Vito Russo           | Taranto          | prestito   |
| C        | Ousmane Diop         | Bisceglie        | definitivo |
| C        | Mirko Guadalupi      | Bisceglie        | definitivo |
| C        | Giuseppe Coccia      | Manfredonia      | definitivo |
| C        | Simone Schisciano    | Catania          | prestito   |
| C        | Emanuel Manno        | Palermo          | definitivo |
| A        | Giuseppe Siclari     | Taranto          | definitivo |
| A        | Riccardo Berardino   | Fidelis Andria   | definitivo |
| A        | Pierpaolo Di Senso   | AZ Picerno       | definitivo |
| A        | Carlos França        | Triestina        | definitivo |

### Sessione invernale
| Acquisti | Acquisti           | Acquisti   | Acquisti   |
| R.       | Nome               | da         | Modalità   |
| -------- | ------------------ | ---------- | ---------- |
| D        | Francesco Vaccaro  | Bari       | prestito   |
| C        | Mario Coppola      | Nocerina   | definitivo |
| C        | Vincenzo Garofalo  | Pisa       | prestito   |
| A        | Domenico Mistretta | svincolato | definitivo |

| Cessioni | Cessioni         | Cessioni      | Cessioni   |
| R.       | Nome             | a             | Modalità   |
| -------- | ---------------- | ------------- | ---------- |
| C        | Giorgio Lionetti | Virtus Verona | svincolato |

## Risultati

### Serie D

#### Girone d'andata
| Arbitro: | Di Graci (Como) |

|  |           |                                      |
|  | Marcatori | 25’, 70’ Di Senso 61’ (rig.) Siclari |

| Arbitro: | Piacenza (Bari) |

|                     |           |  |
| Pepe 77’ Coccia 89’ | Marcatori |  |

| Arbitro: | Loffredo (Torino) |

|  |           |                          |
|  | Marcatori | 89’ Coccia 90+5’ Siclari |

| Arbitro: | Di Giovanni (Caserta) |

|                                                                                  |           |  |
| França 9’, 53’ Siclari 23’, 28’ Granatiero 26’ (autogoal) Diop 56’ Berardino 69’ | Marcatori |  |

| Arbitro: | Pascarella (Nocera Inferiore) |

|                                                                         |           |              |
| França 16’ (rig.) Bertolo 31’ Esposito 41’ Berardino 86’ Di Senso 90+2’ | Marcatori | 59’ Aliperta |

| Arbitro: | Repace (Perugia) |

|                          |           |                                              |
| Signorelli 55’ Trofo 83’ | Marcatori | 74’ (rig.) França 88’ Siclari 90+1’ Esposito |

| Arbitro: | Maggio (Lodi) |

|                            |           |  |
| França 7’, 60’ Siclari 53’ | Marcatori |  |

| Aversa 22 ottobre 2017, ore 15:00 CEST 8ª giornata | Aversa Normanna | 0 – 0 | Potenza | Stadio Augusto Bisceglia\| Arbitro: \| Centi (Viterbo) \| |
| Arbitro:                                           | Centi (Viterbo) |       |         |                                                           |

| Arbitro: | Bertini (Lucca) |

|                                                  |           |            |
| Sicignano 13’ Guaita 17’ Di Somma 18’ França 87’ | Marcatori | 51’ Alfano |

| Arbitro: | Panettella (Bari) |

|          |           |                                          |
| Talia 5’ | Marcatori | 14’ Siclari 29’ Coccia 61’ (rig.) França |

| Arbitro: | Fiero (Pistoia) |

|                                                        |           |  |
| Berardino 31’ França 33’, 42’ Di Senso 77’ Siclari 80’ | Marcatori |  |

| Arbitro: | Caldera (Como) |

|  |           |                       |
|  | Marcatori | 38’ França 77’ Guaita |

| Arbitro: | Monaldi (Macerata) |

|                            |           |                                  |
| França 12’, 80’ Guaita 50’ | Marcatori | 43’, 62’ Cacace 90+6’ Panebianco |

| Arbitro: | Carrione (Castellammare di Stabia) |

|                                                                  |           |                                     |
| Esposito E. 54’, 80’ (rig.) Agresta 59’ Franzese 76’ Morra 90+2’ | Marcatori | 22’ França 38’ Di Somma 73’ Bertolo |

| Potenza 3 dicembre 2017, ore 14:30 CET 15ª giornata | Potenza             | 0 – 0 | Nardò | Stadio Alfredo Viviani\| Arbitro: \| Di Marco (Ciampino) \| |
| Arbitro:                                            | Di Marco (Ciampino) |       |       |                                                             |

| Arbitro: | Arace (Lugo di Romagna) |

|           |           |                        |
| Miale 73’ | Marcatori | 7’ Biancola 34’ França |

| Arbitro: | Emmanuele (Pisa) |

|            |           |  |
| França 54’ | Marcatori |  |

#### Girone di ritorno
| Arbitro: | Tremolada (Monza) |

|                       |           |                |
| Guaita 12’ França 71’ | Marcatori | 28’, 33’ Manzo |

| Arbitro: | Giordano (Novara) |

|             |           |                                            |
| Mansour 27’ | Marcatori | 50’ (rig.) França 63’ Siclari 87’ Di Senso |

| Arbitro: | Loffredo (Torino) |

|                                |           |          |
| Di Senso 64’ França 75’, 90+4’ | Marcatori | 32’ Caso |

| Arbitro: | Pascarella (Nocera Inferiore) |

|                           |           |                                        |
| Amendola 8’ La Forgia 49’ | Marcatori | 63’ Siclari 65’ Di Senso 87’ Guadalupi |

| Arbitro: | Saia (Palermo) |

|  |           |            |
|  | Marcatori | 64’ França |

| Arbitro: | De Tommaso (Rieti) |

|                                    |           |              |
| Siclari 21’ (rig.), 50’ Guaita 44’ | Marcatori | 20’ Poziello |

| Arbitro: | Di Graci (Como) |

|           |           |            |
| Russo 13’ | Marcatori | 90’ França |

| Arbitro: | Collu (Cagliari) |

|                                    |           |  |
| Coppola 24’ Guaita 67’ Siclari 74’ | Marcatori |  |

| Arbitro: | Monaco (Termoli) |

|  |           |          |
|  | Marcatori | 24’ Pepe |

| Arbitro: | Kamara (Verona) |

|              |           |  |
| França 90+2’ | Marcatori |  |

| Arbitro: | Perenzoni (Rovereto) |

|                                |           |                       |
| Marino 11’, 30’ Volpicelli 73’ | Marcatori | 21’ Pepe 90+6’ França |

| Arbitro: | Zuffada (Sulmona) |

|             |           |  |
| Vaccaro 10’ | Marcatori |  |

| Arbitro: | Biffi (Treviglio) |

|  |           |             |
|  | Marcatori | 18’ Siclari |

| Arbitro: | Fiero (Pistoia) |

|                                                |           |  |
| Bertolo 3’ Siclari 42’ Pepe 66’ Di Senso 90+2’ | Marcatori |  |

| Arbitro: | Petrella (Viterbo) |

|               |           |  |
| Cavaliere 81’ | Marcatori |  |

| Arbitro: | Repace (Perugia) |

|                                 |           |             |
| Russo 12’ Guaita 19’ França 34’ | Marcatori | 88’ Diakitè |

| Arbitro: | Castellone (Napoli) |

|           |           |          |
| Gissi 74’ | Marcatori | 22’ Diop |

### Coppa Italia Serie D
| Potenza 20 agosto 2017, ore 16:00 CEST Turno preliminare | Potenza | 3 – 0 A tavolino referto | Sporting Fulgor | Stadio Alfredo Viviani |

| Arbitro: | Francesco Foresta (Nola) |

|                                   |                      |                                  |
| Cacace 10’, 90+3’ (rig.)          | Marcatori            | 26’ França 74’ Pepe              |
| Balzano Cacace Salatino Chiaradia | Tiri di rigore 2 – 4 | Siclari Guaita Sicignano Bertolo |

| Arbitro: | Domenico De Girolamo (Avellino) |

|                           |           |                 |
| Berardino 8’ Di Senso 48’ | Marcatori | 55’ Dibenedetto |

| Arbitro: | Centi (Viterbo) |

|                                                 |                      |                                         |
| Caporale 45+2’ (rig.)                           | Marcatori            | 90+3’ França                            |
| Palmisano Scipioni Cavaliere Caporale Bertacchi | Tiri di rigore 4 – 5 | Guaita França Siclari Berardino Bertolo |

| Arbitro: | Franco Iacovacci (Latina) |

|                                         |           |  |
| Pepe 29’ Bertolo 36’ Siclari 84’ (rig.) | Marcatori |  |

| Arbitro: | Giuseppe Repace (Perugia) |

|  |           |                       |
|  | Marcatori | 2’ Siclari 71’ França |

| Arbitro: | Panetella (Bari) |

|            |           |              |
| França 14’ | Marcatori | 39’ Giordani |

| Arbitro: | Michele Giordano (Novara) |

|                               |           |  |
| Giordani 33’ Vecchiarelli 53’ | Marcatori |  |

### Poule scudetto
Turno preliminare - Triangolare 3
| Squadra     | P.ti | G | V | N | P | GF | GS | DR |
| ----------- | ---- | - | - | - | - | -- | -- | -- |
| 1. Vibonese | 6    | 2 | 2 | 0 | 0 | 6  | 1  | +5 |
| 2. Rieti    | 1    | 2 | 0 | 1 | 1 | 1  | 2  | −1 |
| 3. Potenza  | 1    | 2 | 0 | 1 | 1 | 0  | 4  | −4 |

| Potenza 13 maggio 2018, ore 16:00 CEST 1ª giornata | Potenza          | 0 – 0 referto | Rieti | Stadio Alfredo Viviani\| Arbitro: \| Collu (Cagliari) \| |
| Arbitro:                                           | Collu (Cagliari) |               |       |                                                          |

| Arbitro: | Panozzo (Castelfranco) |

|                                            |           |  |
| Silvestro 8’ Bubas 51’ Tito 57’ Ciotti 67’ | Marcatori |  |

## Statistiche

### Statistiche di squadra
| Competizione         | P.ti              | In casa | In casa | In casa | In casa | In casa | In casa | In trasferta | In trasferta | In trasferta | In trasferta | In trasferta | In trasferta | Totale | Totale | Totale | Totale | Totale | Totale | D.R. |
| Competizione         | P.ti              | G       | V       | N       | P       | Gf      | Gs      | G            | V            | N            | P            | Gf           | Gs           | G      | V      | N      | P      | Gf     | Gs     | D.R. |
| -------------------- | ----------------- | ------- | ------- | ------- | ------- | ------- | ------- | ------------ | ------------ | ------------ | ------------ | ------------ | ------------ | ------ | ------ | ------ | ------ | ------ | ------ | ---- |
| Serie D              | 81                | 17      | 14      | 3       | 0       | 50      | 10      | 17           | 11           | 3            | 3            | 38           | 21           | 34     | 25     | 6      | 3      | 81     | 28     | +53  |
| Poule scudetto       | Turno preliminare | 1       | 0       | 1       | 0       | 0       | 0       | 1            | 0            | 0            | 1            | 0            | 4            | 2      | 0      | 1      | 1      | 0      | 4      | -4   |
| Coppa Italia Serie D | Semifinali        | 4       | 3       | 1       | 0       | 9       | 2       | 4            | 1            | 2            | 1            | 5            | 5            | 8      | 4      | 3      | 1      | 14     | 3      | +11  |
| Totale               | 81                | 22      | 17      | 5       | 0       | 59      | 12      | 22           | 12           | 5            | 5            | 43           | 30           | 44     | 29     | 10     | 5      | 95     | 35     | +60  |

### Andamento in campionato
| Giornata  | 1 | 2 | 3 | 4 | 5 | 6 | 7 | 8 | 9 | 10 | 11 | 12 | 13 | 14 | 15 | 16 | 17 | 18 | 19 | 20 | 21 | 22 | 23 | 24 | 25 | 26 | 27 | 28 | 29 | 30 | 31 | 32 | 33 | 34 |
| --------- | - | - | - | - | - | - | - | - | - | -- | -- | -- | -- | -- | -- | -- | -- | -- | -- | -- | -- | -- | -- | -- | -- | -- | -- | -- | -- | -- | -- | -- | -- | -- |
| Luogo     | T | C | T | C | C | T | C | T | C | T  | C  | T  | C  | T  | C  | T  | C  | C  | T  | C  | T  | T  | C  | T  | C  | T  | C  | T  | C  | T  | C  | T  | C  | T  |
| Risultato | V | V | V | V | V | V | V | N | V | V  | V  | V  | N  | P  | N  | V  | V  | N  | V  | V  | V  | V  | V  | N  | V  | V  | V  | P  | V  | V  | V  | P  | V  | N  |
| Posizione | 1 | 1 | 1 | 1 | 1 | 1 | 1 | 1 | 1 | 1  | 1  | 1  | 1  | 1  | 3  | 2  | 1  | 1  | 1  | 1  | 1  | 1  | 1  | 1  | 1  | 1  | 1  | 1  | 1  | 1  | 1  | 1  | 1  | 1  |

Legenda:

Luogo: C = Casa; T = Trasferta. Risultato: V = Vittoria; N = Pareggio; P = Sconfitta.

## Giovanili
Il settore giovanile del Potenza Calcio nella stagione 2017-2018 partecipa al Campionato Nazionale Juniores della Lega Nazionale Dilettanti classificandosi al quarto posto nel girone M, oltre ad avere anche formazioni giovanili nelle categorie Allievi e Giovanissimi.